# Assassinato de Joanna Yeates
Joanna Clare Yeates (19 de Abril de 1985 - 17 de Dezembro de 2010) era uma arquiteta paisagista de Hampshire, Inglaterra, que desapareceu a 17 de Dezembro de 2010 em Bristol depois de uma saída à noite com os seus colegas. Depois de um apelo altamente publicitado, por informação da sua localização, e inquéritos intensivos da polícia, o seu corpo foi descoberto a 25 de Dezembro de 2010 em Failand, North Somerset. Uma autópsia determinou que tinha sido estrangulada.
O inquérito do assassinato, com nome de código de Operação Trança, foi uma das maiores investigações alguma vez levadas na área de Bristol. O caso dominou as notícias no Reino Unido por volta do período do Natal enquanto a família Yeates procurava ajuda do público através das redes sociais e conferências de imprensa. Recompensas de £60,000 foram oferecidas em troca de informação que levassem aos responsáveis pela morte de Yeates. A polícia, inicialmente, suspeitou e prendeu Christopher Jefferies, o senhorio de Yeates, que vivia num apartamento no mesmo edifício. Acabou por ser libertado sem acusações.
Vincent Tabak, um engenheiro holandês e vizinho de Yeates de 32 anos, foi preso a 20 de Janeiro de 2011. A atenção dos media na altura centraram-se na filmagem de uma simulação do seu desaparecimento no programa da BBC, Crimewatch. Depois de dois dias de interrogatório, Tabak foi acusado a 22 de Janeiro de 2011 pela morte de Yeates. A 5 de Maio de 2011, deu-se como culpado do homicídio involuntário de Yeates mas negou tê-la assassinado voluntariamente. O seu julgamento começou a 4 de Outubro de 2011; foi considerado culpado de homicídio a 28 de Outubro de 2011, e sentenciado a prisão perpétua com um mínimo de 20 anos.
A natureza dos relatórios da imprensa em aspectos do caso levaram a processos legais contra vários jornais britânicos. Acções de [[difamação foram trazidas por Jefferies contra oito publicações sobre a sua prisão, resultando no pagamento, a Jefferies, de quantias substanciais por danos. O Daily Mirror e o The Sun foram dados como culpados de desobediência em tribunal por reportarem informação que poderiam prejudicar o julgamento. Um memorial foi dado por Yeates na paróquia nos subúrbios de Bristol onde morava; o seu funeral teve lugar perto da casa de família em Hampshire. Vários memoriais foram planeados, incluindo um no jardim que ela estava a desenhar para o novo hospital em Bristol.

## História e desaparecimento
Joanna Clare Yeates nasceu a 19 de Abril de 1985 de David e Teresa Yeates em Hampshire, Inglaterra. Foi educada privadamente em Embley Park perto de Romsey. Yeates estudou para os seus A-level na Peter Symonds College e graduou-se na universidade em arquitectura paisagística na Writtle College. Recebeu o seu diploma de pós-graduação em arquitectura paisagística da Universidade de Gloucestershire. 
Em Dezembro de 2008, Yeates conheceu o seu colega de 25 anos arquitecto paisagístico Greg Reardon na firma Hyland Edgar Drive em Winchester. O casal começou a morar junto em 2009, e ficaram em Bristol quando a empresa se mudou para lá. Yeates mais tarde, mudou de trabalho para trabalhar na Sociedade de Desenho de Edifícios em Bristol. Yeates e Reardon mudaram-se para um apartamento no número 44 da Canynge Road nos subúrbios da cidade de Clifton em Outubro de 2010.

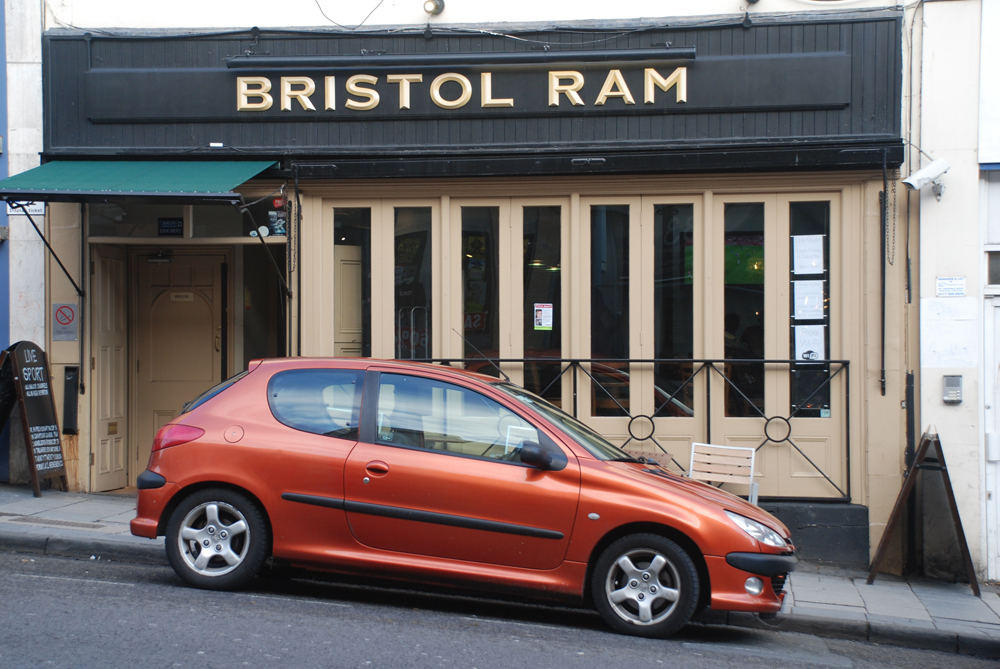
O pubBristol Ram, onde Yeates foi vista pela última vez pelos colegas.

Aproximadamente às 8 da noite de 19 de Dezembro de 2010, Reardon voltou para casa de um fim de semana de visita a Sheffield para encontrar Yeates fora do seu apartamento da Canynge Road, Clifton. Reardon tentou contactá-la para o seu telefone e por mensagem, mas sem sucesso. Enquanto esperava que Yeates voltasse, Reardon ligou-lhe novamente, mas o seu telefone tocou no bolso de um casaco, que ainda estava no apartamento. Ele encontrou a sua mala e chaves também no apartamento, e o seu gato parecia estar negligenciado. Pouco depois de ter passado meia hora da meia-noite, Reardon contactou a polícia e os pais de Yeates para reportar o desaparecimento.
Os investigadores determinaram que Yeates tinha passado a sua tarde de 17 de Dezembro de 2010 com os colegas no pubBristol Ram em Park Street, deixando-os por volta das 8 da noite para começar uma caminhada de 30 minutos para casa. Ela disse aos amigos e colegas que mal podia esperar para passar o fim de semana sozinha, uma vez que seria a primeira vez sozinha no seu apartamento sem o Reardon; ela tinha planeado passar o seu tempo a cozinhar em preparação para uma festa que o casal iria dar na semana seguinte, e a fazer compras para o Natal. Yeates foi vista nas câmaras de vigilância (CCTV) por volta das 8:10 da noite a deixar o supermercado Waitrose sem comprar nada. Telefonou à sua melhor amiga Rebecca Scott, às 8:30 da noite para combinar um encontro na véspera de Natal. A última gravação de Yeates foi a comprar uma pizza numa filial da Tesco Express por volta das 8:40 da noite. Também comprou duas pequenas garrafas de cidra numa loja próxima, Bargain Booze.

## Busca, apelo público e descoberta do corpo
Os amigos de Reardon e Yeates criaram um website e usaram as redes sociais para a procurarem. A 21 de Dezembro de 2010, os pais de Yeates e Reardon fizeram um apelo público a pedir o seu regresso em segurança numa conferência de imprensa da polícia. Noutra conferência de imprensa, transmitida em directo a 23 de Dezembro de 2010 pela Sky News e pela BBC News, o pai de Yeates David comentou o seu desaparecimento: "Eu penso que ela foi raptada enquanto voltava para o seu apartamento... Não faço ideia das circunstância do rapto devido ao que foi deixado para trás... Sinto-me seguro que ela não se foi embora sozinha deixando todas estas coisas para trás e foi levada nalgum local". As suas chaves, telefone, mala e casaco foram deixadas para trás no seu apartamento. Os Detectives recuperaram uma recibo para uma pizza, mas não encontraram sinais dela ou da embalagem. Ambas as garrafas de cidra foram encontradas no apartamento, uma delas parcialmente consumida. Como não havia evidências de entrada forçada ou luta, os investigadores começaram a examinar a possibilidade de Yeates conhecer o seu agressor.
A 25 de Dezembro de 2010, um corpo completamente vestido foi encontrado na neve por um casal que passeava os seus cães ao longo de Longwood Lane perto do campo de golfe e ao lado da entrada de uma pedreira em Failand aproximadamente a 4,8 quilómetros da sua casa. O corpo foi identificado pela polícia como sendo de Yeates. Reardon e a família de Yeates visitaram o sítio da descoberta em 27 de Dezembro de 2010. David Yeates disse que a família "foi preparada para o pior" e exprimiu alívio pelo corpo da sua filha ter sido descoberto. Os preparativos para o funeral foram adiados enquanto os investigadores tinham o corpo. O patologistaDr. Nat Carey consentiu a libertação do corpo a 31 de Janeiro de 2011.

## Investigação
A investigação, chamada "Operação Trança", juntou 80 detectives e ajuda de civis sob a orientação do Detective Inspector Chefe Phil Jones, um oficial com experiência com uma unidade da Avon and Somerset Constabulary em investigação criminal. Tornou-se uma das maiores operações policiais na história da Constabulary. Jones apressou o público para seguir em frente com qualquer informação que ajudasse a apanhar o assassino, especialmente potenciais testemunhas que estivessem nos arredores de Longwood Lane em Failand no período antes do corpo de Yeates ser descoberto. Ele disse que a investigação procurava um condutor de um "colorido veículo todo o terreno" para interrogatório.
Jones disse que os oficiais foram "inundados com centenas de chamadas" e investigavam "exaustivamente cada pista e tudo o que vinha com ela". A polícia examinou mais de 100 horas de filmagens de vigilância bem como 293 toneladas de lixo da área do apartamento de Yeates. Crime Stoppers ofereceram uma recompensa de £10,000 por informações que levassem à prisão e condenação do seu assassino, enquanto que o jornal The Sun ofereceu £50,000. As autoridades avisaram as pessoas que viviam na área para guardarem as suas casas, e avisaram as mulheres a não andarem sozinhas à noite. Falando a 29 de Dezembro sobre a investigação do assassinato, o pai de Yeates disse "Tenho receio que quem tenha feito isto nunca se entregue, mas vivemos na esperança que a polícia apanhe o responsável".

### Após a morte e questionários iniciais
Depois da descoberta do corpo de Yeates, os detectives da Avon and Somerset Constabulary fez um pedido para que qualquer pessoa com informação sobre a morte falasse, e investigar semelhanças com outros casos por resolver. Com interesse particular para eles estavam os casos de Glenis Carruthers, de 20 anos, que tinha sido estrangulado em 1974, Melanie Hall, de 25 anos, que desapareceu em 1996 e cujo corpo foi descoberto 13 anos depois, e Claudia Lawrence, de 35 anos, que desapareceu em 2009. Os investigadores identificaram "semelhanças" entre os casos de Yeates e Hall, notando a sua idade e aparência, e que desapareceram depois de regressarem a casa de uma saída com amigos, mas a possibilidade de tais ligações foi mais tarde subestimado pelas autoridades. A polícia juntou os vídeos de vigilância da Ponte Suspensa de Clifton, que forma a direcção mais directa da cena do crime para os subúrbios de Clifton onde Yeates foi vista pela última vez viva. A montagem era de pouca qualidade, tornando impossível distinguir indivíduos ou matrículas de carros. Os investigadores sabiam que o culpado poderia ter usado uma ponte alternativa pelo Rio Avon a menos de 2 quilómetros a sul para evitar as câmaras.
Uma autópsia começou a 26 de Dezembro de 2010, apesar de os resultados terem sido adiados devido à condição gelada do corpo. A polícia, inicialmente, pensou que era possível que Yeates tivesse congelado até à morte porque o seu corpo não mostrava sinais visíveis de ferimentos. Os investigadores anunciaram a 28 de Dezembro de 2010 que o caso se tinha tornado um homicídio quando o patologista que fez a autópsia determinou que Yeates tinha morrido de estrangulação. A autópsia indicava que ela tinha morrido "...vários dias antes de ser descoberta" a 25 de Dezembro de 2010. A examinação também confirmou que Yeates não tinha comido a pizza que tinha comprado. O Detective Inspector Chefe Jones disse que a investigação não encontrou "...provas que sugerissem que Joanna tinha sido violada". A polícia analisou o portátil e telemóvel de Reardon como parte de um procedimento habitual. Reardon foi excluído como suspeito e tratado como uma testemunha.
Uma jovem mulher que participou numa festa numa casa da vizinhança em Canynge Road na noite em que Yeates desapareceu, ouviu dois gritos altos pouco depois das 9 da noite a virem da direcção do apartamento de Yeates. Outro vizinho que vivia atrás da casa de Yeates disse que ouviu uma voz de mulher a gritar "Ajudem-me", apesar de não conseguir dizer exactamente quando o incidente ocorreu. Os oficiais removeram a porta frontal do apartamento de Yeates para procurarem por fibras de roupa e ADN, com investigadores a examinarem a possibilidade do criminoso ter entrado no apartamento antes de Yeates ter chegado a casa.

### Outros inquéritos
Os oficiais da investigação pediram a ajuda da Agência Nacional de Melhoramento Policial, que providencia especialistas para casos difíceis. A 4 de Janeiro de 2011, um psicólogo clínico forense, que já tinha sido analisador de perfis criminais em outros grandes casos de homicídio, juntou-se à investigação para ajudar a diminuir o número de potenciais suspeitos. Jones disse que os seus oficiais estabeleceram mais de 1,000 linhas de inquérito. Jones disse, "Posso garantir-vos, estamos determinados a resolver este crime e trazer os assassinos de Jo à justiça". A 5 de Janeiro, o Detective Inspector Chefe Jones anunciou que uma das meias de Yeates estava em falta quando ela foi encontrada morte e que não tinha sido encontrada na cena do crime ou na sua casa.
A polícia lançou uma campanha nacional a apelar a testemunhas pelo Facebook. A página, criada a 4 de Janeiro, foi vista quase 250,000 vezes no dia seguinte, enquanto que a montagem da CCTV de Yeates tinha sido vista no YouTube 120,000 vezes a 5 de Janeiro.
A 9 de Janeiro de 2011, Kerry McCarthy do Ministério Público de Bristol East deu o seu apoio à ideia de um processo de ADN público se a polícia achasse útil. A Avon and Somerset Constabulary tinha conduzido uma recolha em massa de ADN durante a investigação de 1995 com o desaparecimento de Louise Smith de 18 anos. McCarthy sugeriu que o processo deveria ser estendido para além de Clifton para a área de Bristol. O ADN que tinha sido encontrado no corpo de Yeates foi testado para um potencial perfil. Os Detectivos também começaram a vigiar os movimentos de várias centenas de ofensores sexuais registados que viviam dentro da jurisdição para determinar a localização dos indivíduos a 17 de Dezembro.

### Prisões e reconstrução do crime
Pouco depois das 7 da manhã de 30 de Dezembro de 2010, Christopher Jefferies, o senhorio de Yeates que vivia no mesmo edifício, foi preso por suspeitas do seu homicídio. Foi levado para uma estação policial pública para interrogatório enquanto os analistas forenses analisavam o seu apartamento. A 31 de Dezembro, um oficial deu aos investigadores uma extensão de 12 horas na prisão, permitindo que o detivessem por mais tempo para interrogatório. Consequentemente, a polícia pediu a magistrados outras extensões que foram dadas a 31 de Dezembro e 1 de Janeiro. Os investigadores conseguiram detê-lo como suspeito por mais de 96 horas, mas libertaram-no depois de dois dias sob caução. Ele pediu os serviços legais na firma Stokoe Partnership para o ajudarem neste caso. A 4 de Março de 2011, a polícia libertou-o da caução e disse que ele não era mais um suspeito. Consequentemente ele ganhou uma grande soma de dinheiro devido a acusações de difamação em novos artigos lançados depois da sua prisão, e recebeu um pedido de desculpas da Avon and Somerset Police por distúrbios causados durante a investigação.
Em Janeiro de 2011, a reconstrução do caso foi filmada no local em Bristol para ser transmitido na edição de 26 de Janeiro do programa televisivo da BBC Crimewatch. Snow Business, uma firma com base em Gloucestershire¡que esteve envolvida na produção dos filmes do Harry Potter foi contratada para reproduzir os tempos com neve na altura do desaparecimento de Yeates. A reconstrução dos últimos movimentos de Yeates foi filmada a 18 de Janeiro, e em 24 horas de cobertura nas notícias sobre a produção, mais de 300 pessoas contactaram a polícia. Uma reviravolta levou a polícia a acreditar que o corpo de Yeates poderia ter sido transportado numa grande mala de viagem.
Na manhã de 20 de Janeiro, a Avon and Somerset Constabulary prendeu o engenheiro holandês de 32 anos Vincent Tabak, que viva com a sua namorada no apartamento ao lado de Yeates. Contudo, as autoridades recusaram a revelar detalhes adicionais enquanto o suspeito estava a ser interrogado devido a problemas com a prisão controversa de Jefferies, que não cumpriu as leis do governo do que pode ser reportado quando um indíviduo é preso. A prisão de Tabak veio no seguimento de uma dica anónima de uma mulher, pouco depois de um apelo televisivo pelos pais de Yeates no Crimewatch. Canynge Road foi fechada pela polícia enquanto um perímetro foi criado à volta da casa de Yeates; e os polícias selaram o apartamento adjacente de Tabak. Os investigadores também procuraram numa casa próxima de um amigo, onde se acreditava que Tabak pudesse estar, a cerca de 1,6 quilómetros de distância. Tabak tinha sido anteriormente excluído como suspeito durante uma fase mais antiga da investigação, e tinha regressado ao Reino Unido de férias a visitar a sua família na Holanda.
Depois da prisão de Tabak, a BBC cancelou os planos para transmitir a simulação do crime no Crimewatch. A 31 de Janeiro, fotos não vistas anteriormente de Yeates foram transmitidas no website do programa.

### Testes de ADN
Os testes de ADN foram levados a cabo pela LGC Forensics, uma empresa privada que faz análises forenses para investigações criminais. Lindsey Lennen, uma membro da equipa especialista em fluídos corporais e ADN que analisou as amostras de ADN do corpo de Yeates, disse que apenas das amostras de ADN coincidirem com Tabak, não tinham qualidade suficiente para serem avaliadas. A equipa desenvolveu um método conhecido como DNA SenCE, que aumenta a qualidade das amostras de ADN através da purificação e concentração: "Não conseguimos distinguir se o ADN é de saliva, ou sémen, ou até de toque. Mas conseguimos dizer que a probabilidade de não ser compatível com Tabak é menos de uma num bilião".

## Procedimentos legais e criminoso

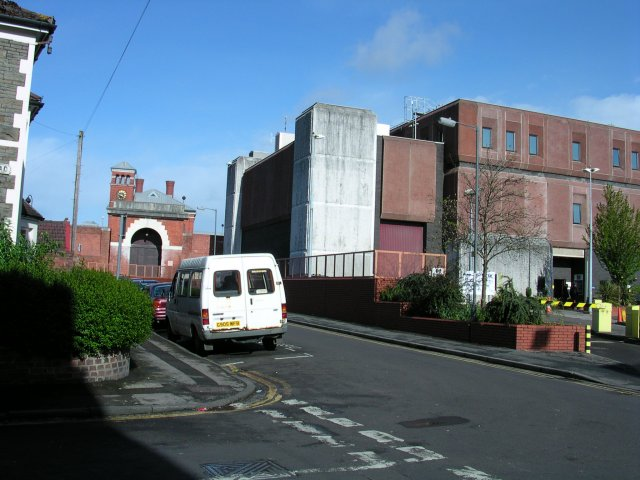
Prisão de Bristol: Vincent Tabak mudou-se desta prisão por sua segurança.

### Acusação de homicídio e culpa
Depois de interrogado durante 96 horas de detenção, Tabak foi acusado a 22 de Janeiro de 2011 pela morte de Joanna Yeates. Ele fez uma breve aparição no Tribunal de Magistrados de Bristol a 24 de Janeiro e permaneceu sob custódia. Tabak, legalmente representado por Paul Cook, recusou pedir fiança durante a audiência no dia seguinte. Tabak foi tirado da Prisão de Bristol devido aos receios pela sua segurança, e foi colocado sob vigília de suicídio na Prisão de Long Lartin perto de Evesham. A família e amigos de Tabak na Holanda começaram a angariar dinheiro para a sua defesa em tribunal.
Tabak inicialmente manteve que não era responsável pela morte de Joanna Yeates dizendo que as provas de ADN que o ligavam ao crime tinham sido fabricadas pelos polícias corruptos. Contudo, a 8 de Fevereiro, ele disse a Peter Brotherton, um capelão da prisão, que a tinha morto e tencionava dar-se como culpado.
A 5 de Maio de 2011, Vincent Tabak declarou-se culpado pela morte involuntária de Yeates, mas negou tê-la assassinado. A sua declaração de culpado de homicídio involuntário foi rejeitada pelo Serviço de Acusação Pública. A 20 de Setembro, Tabak apareceu em pessoa numa audiência antes do julgamento no Tribunal de Bristol. As aparências anteriores tinham sido feitas por videoconferência a partir da prisão.

### Vincent Tabak
Vincent Tabak (nascido a 10 de Fevereiro de 1978) era um engenheiro holandês que vivia e trabalhava no Reino Unido desde 2007. O mais novo de 5 irmãos, foi criado em Uden, 34 quilómetros a norte de Eindhoven. O vizinho do lado da infância de Tabak, John Massoeurs, descreveu-o depois do julgamento como um solitário inteligente e introvertido. Tabak estudou na Universidade de Tecnologia de Eindhoven começando em 1996, graduando-se com um Mestrado em Ciência em arquitectura, edifícios e planeamento em 2003, e depois começou um doutoramento no qual a sua tese era um estudo sobre como as pessoas usavam o espaço em edifícios de escritórios e áreas públicas. A tese foi publicada em 2008.
Deixando a universidade em 2007, mudou-se para o Reino Unido depois de aceitar um trabalho no quarteirão de Buro Happold, uma empresa de consultadoria em engenharia em Bath, e ficou num apartamento na cidade. Trabalhava como "um analista de pessoas", um papel que exigia que ele examinasse como as pessoas se moviam em espaços públicos como escolas, aeroportos e estádios de desporto. Enquanto viva em Bath estabeleceu uma relação com uma mulher que inicialmente conheceu no site de encontros do The Guardian, Soulmates. Ela foi mais tarde descrita pelo jornal como a sua primeira namorada a sério; ele agradeceu-lhe na sua tese: "Estou muito feliz por ela ter entrado na minha vida". O casal mudou-se para um apartamento em Canynge Road, Bristol, em Junho de 2009. Apesar de Joanna Yeates e o seu namorado se mudarem para o apartamento vizinho em Canynge Road mais tarde em 2010, ela e Tabak não se conheceram antes de 17 de Dezembro.
Depois de matar Yeates, Tabak tentou que a atenção do assassinato fosse para Jefferies depois de ver as notícias sobre o caso enquanto passava a passagem de ano com familiares na Holanda. Ele contactou a Avon and Somerset Police para lhes dizer que Jefferies estava a usar o seu carro na noite de 17 de Dezembro, e um polícia CID, Karen Thomas, foi enviada à Holanda para falar com ele. Eles conheceram-se no Aeroporto de Amesterdão a 31 de Dezembro, onde Tabak elaborou a sua história, mas Thomas criou suspeita no seu interesse no trabalho forense a ser levado pela polícia e porque o que ele dizia não coincidia com um testemunho anterior.
Nos meses seguintes à morte de Yeates, Tabak usou o seu computador para pesquisar agências de acompanhantes durante viagens de negócios no Reino Unido e Estados Unidos, e contactou várias prostitutas por telefone. Também viu pornografia violenta na internet que humilhava as mulheres sendo controladas por homens, mostrando imagens delas a serem amarradas e amordaçadas, presas pelo pescoço e sufocadas. Durante a investigação do homicídio, a polícia encontrou imagens de uma mulher que tinha uma grande semelhança com Yeates. Numa cena surgia a levantar um top rosa para expor o seu soutien e seios. Quando Yeates foi descoberta, usava um top semelhante.
No julgamento de Tabak, o acusador Nigel Lickley QC, argumentou que as provas das actividades de Tabak deviam ser fornecidas ao júri: "Pode dar uma luz na necessidade de reter uma mulher tanto tempo e a necessidade de apertar com força o suficiente para lhe tirar a vida". Os detalhes de Tabak sobre visualizar pornografia não foram incluídos no caso da acusação uma vez que o juiz acreditava que isso não podia provar que Tabak agiu premeditadamente. Depois do julgamento, foi descoberto que tinham sido encontradas imagens de pornografia infantil no portátil de Tabak. Em Dezembro de 2013, o Serviço de Acusação anunciou que ele iria ser condenado por possuir esse material. A 2 de Março de 2015, Tabak deu-se como culpado por ter em posse imagens indecentes de crianças, e foi sentenciado a 10 meses de prisão.

### Julgamento
O julgamento de Vincent Tabak começou a 4 de Outubro de 2011 no Tribunal de Bristol perante um juiz e um júri. O seu concelho no julgamento era William Clegg QC e o acusador era Nigel Lickley QC. Tabak deu-se como culpado de homicídio involuntário, mas negou o homicídio voluntário.
O caso da acusação era que Tabak tinha estrangulado Yeates no seu apartamento poucos minutos depois da sua chegada a casa no dia 17 de Dezembro de 2010, usando "força suficiente" para a matar. Os acusadores disseram que Tabak - cerca de 30 centímetros mais alto que Yeates - tinha usado a sua altura e peso para a dominar, imobilizando-a no chão pelos pulsos e que ela sofreu 43 ferimentos na cabeça, pescoço, tronco e braços durante a luta. Os ferimentos incluíam cortes, nódoas negras e nariz fracturado. Lickley disse ao tribunal que a luta foi prolongada, e que a sua morte teria sido lenta e dolorosa. Contudo, ele não deu explicação para a razão por trás do ataque inicial a Yeates.
Foram apresentadas provas que Tabak tentou depois esconder o crime livrando-se do corpo. O tribunal ouviu que foram feitos esfregaços de ADN ao corpo de Yeates e que tinha provado a correspondência com Tabak. Amostras encontradas nos calcanhares das suas calças de ganga indicavam que ela pode ter sido arrastada pelas pernas enquanto foi levada, enquanto as fibras sugeriam contacto com o casaco e carro de Tabak. Gotas de sangue foram encontradas numa parede com vista para a pedreira, perto do local onde Yeates foi encontrada. A acusação também disse que Tabak tentou implicar Christopher Jefferies pelo crime durante a investigação policial, e que nos dias seguintes à morte de Yeates, ele fez pesquisas na internet por tópicos que incluíam o tempo que um corpo se demora a decompor e as datas de recolhas de lixo na área de Clifton.
Em sua defesa, Tabak disse que a morte não tinha sido motivada sexualmente, e disse ao tribunal que tinha morto Yeates enquanto a tentava silenciar depois dela ter gritado quando ele a tentou beijar. Ele disse que Yeates tinha feito um "comentário atiradiço" e o convidou para uma bebida com ela. Ele disse que depois de ela ter gritado ele segurou a sua mão na boca dela e à volta do pescoço para a silenciar. Ele negou as sugestões de luta, dizendo que agarrou Yeates pelo pescoço com a mínima força, e "...apenas por 20 segundos". Ele disse ao tribunal que depois de largar o corpo ele estava "...em estado de pânico".
O júri foi enviado para deliberar a 26 de Outubro, e regressou com um veredicto dois dias depois. A 28 de Outubro de 2011, Tabak foi dado como culpado do homicídio de Joanna Yeates numa votação de 10 para 2. Foi-lhe dada prisão perpétua, com um termo mínimo de 20 anos. O Juiz referiu-se à morte como "elemento sexual".

## Controvérsia nos media
A forma como certos aspectos do caso foram reportados nos media britânicos levaram a que o canal de televisão ITN estivesse temporariamente banida de assistir a conferências de imprensa, e à instigação de processos legais contra vários jornais pelo senhorio de Yeates e pelo Attorney General.
Depois de uma reportagem num telejornal a 4 de Janeiro de 2011 que criticava a forma como estava a ser tratada a investigação, os repórteres da ITN foram banidos pela Avon and Somerset Constabulary de irem a conferências de imprensa dadas para dar informações sobre o caso. O item, apresentado pelo jornalista Geraint Vincent, disse que a polícia fez poucos progressos com a investigação, e questionou se eles estavam a seguir os correctos procedimentos. Um antigo detective de um esquadrão da homicídio disse na reportagem que "certas rotinas de investigação" como procurar por provas novas na cena do crime não foram feitas. ITN acusou a polícia de tentar "censurar a informação que poderíamos transmitir" enquanto a polícia preenchia uma queixa com o Departamento de Comunicações, chamando a transmissão de "injusta, ingénua e irresponsável". A polícia consequentemente levantou as sanções contra a ITN, mas disse que não iriam "hesitar a adoptar tácticas semelhantes no futuro". Processos legais também foram considerados por causa de um tweet revelando que Tabak tinha visto pornografia na internet que mostrava asfixiação erótica e bondage. As queixas foram retiradas depois do tweet ter sido removido.
Escrevendo no Evening Standard de Londres a 5 de Janeiro de 2011, o comentador Roy Greenslade mostrou preocupação com um grande número de artigos negativos que apareceram nos jornais dizendo respeito ao senhorio de Yeates, Jefferies, depois da sua prisão, descrevendo a cobertura como "assassínio de uma personagem em grande escala". Ele citou vários exemplos de títulos e histórias que foram publicadas, incluindo um título no The Sun descrevendo Jefferies - um antigo director da Clifton College - como esquisito, opulento e sinistro; uma história do Daily Express citando antigos alunos anonimamente referindo-se a ele como "...um tipo de Professor Louco" que os fizeram sentir "assustados" pelo seu "estranho" comportamento; e um artigo do Daily Telegraph, que reporta Jefferies como sendo "descrito pelos alunos da Clifton College...como fã de filmes contemporâneos negros e violentos". Jefferies lançou acções legais contra seis jornais a 21 de Abril - The Sun, Daily Mirror, Daily Star, Daily Express, Daily Mail e Daily Record - pedindo indemnizações por difamação.
Ele foi representado por Louis Charalambous da firma de advogados Simons Muirhead e Burton, que em 2008 tinha actuado com sucesso por Robert Murat depois de este se tornar suspeito durante a investigação do desaparecimento de Madeleine McCann e tinha enfrentado escrutínio semelhante dos media. A 29 de Julho, Jefferies aceitou indemnizações "substanciais" por difamação do The Sun, Daily Mirror, Sunday Mirror, Daily Record, Daily Mail, Daily Express, Daily Star e The Scotsman em ligação com a sua cobertura da prisão. Numa entrevista depois da acusação de Tabak, Jefferies comentou: "Levou um ano inteiro da minha vida, esse período de tempo significou que tudo o resto que eu poderia estar a fazer ficou adiado". Ele criticou os planos do governo para mudar a lei da ajuda legal, que segundo ele podia prevenir que pessoas com meios limitados pudessem lançar processos contra jornais.
Dominic Grieve, o Advogado Geral pela Inglaterra e Gales(um dos advogados da Coroa), disse a 31 de Dezembro de 2010 que considerava acção sob o Contempt of Court Act 1981 para reforçar a obrigação dos media a não prejudicarem um julgamento futuro. O criminologista professor David Wilson comentou a repercussão do caso de assassinato com os media nacionais: "O público britânico adora a história de um assassino... é uma coisa particularmente britânica. Fomos a primeira nação a usar histórias de assassinatos para vender jornais e essa cultura está mais incorporada aqui do em qualquer outro sítio". Wilson chamou a Yeates, um síndrome de mulher branca desaparecida, uma "vítima ideal" para os media. A 1 de Janeiro, o namorado de Yeates Greg Reardon comentou sobre a cobertura dos media em volta da prisão de Jefferies: "A vida de Jo foi cortada tragicamente mas o dedo apontado e o assassinato de uma personagem feito socialmente e pelos media de um homem inocente foi vergonhoso".
A 12 de Maio de 2011, o Tribunal Administrativo deu ao Tribunal Geral a permissão para mover um mandato de prisão por desrespeito no tribunal contra o The Sun e Daily Mirror pela forma como reportaram a prisão de Jefferies. A 29 de Julho, o tribunal (Juízes CJ, Thomas LJ e Owen J) decidiu que ambos os jornais tinham desrespeitado o tribunal, e multaram o Daily Mirror em £50,000 e o The Sun em £18,000. O Chefe da Justiça da Inglaterra e Gales, o Juiz, disse que "no nosso julgamento, por uma questão de princípio, a difamação de um suspeito em prisão é um potencial impedimento no curso da justiça". Os editores do The Sun e Daily Mirror consequentemente pediram recurso nas suas multas, mas o caso Mirror foi rejeitado pelo Supremo Tribunal da Inglaterra e Gales a 9 de Março de 2012, enquanto que o The Sun retirou o seu apelo.

### Ramificações
O caso Yeates foi mencionado durante um debate Parlamentar sobre inserção de novas leis que poderiam impor uma sentença de seis meses em qualquer jornalista que nomeia um suspeito sem acusações. A legislação proposta foi introduzida na House of Commons em Junho de 2010, por Anna Soubry, do Ministério Público Conservador por Broxtowe, uma antiga jornalista e advogada criminal. Num debate a 4 de Fevereiro de 2011, Soubry disse à House: "O que vimos em Bristol foi, na verdade, o frenesim e calúnias. Muita da cobertura não foi completamente irrelevante, mas existe um tom homofóbico que eu achei profundamente ofensivo. A difamação no homem foi descontrolada". Ela retirou a proposta depois de encontrar oposição do lado Conservador que liderava o Governo.
Jefferies deu provas para o Inquérito Leveson, estabelecido pelo Primeiro Ministro David Cameron para investigar a ética e o comportamento dos media britânicos depois do caso de hacking de telefones da News of the World. Jefferies disse ao inquérito que os jornalistas o tinham "assediado" depois de ele ser questionado pela polícia; ele disse: "Foi claro que a imprensa tinha decidido que eu era culpado do assassinato da menina Yeates e parecia determinada a persuadir o público da minha culpa. Eles embarcaram numa campanha frenética para manchar a minha pessoa publicando uma série de sérias alegações sobre mim que não era verdadeiras de todo". Aparecendo antes do mesmo inquérito a 16 de Janeiro de 2012, o editor do Daily Mirror, Richard Wallace, descreveu a cobertura do jornal sobre a prisão de Jefferies como "uma marca negra" nos registos da edição.

## Consequências e memórias
O vigário associado Dan Clark fez um serviço em memória da Yeates na Igreja Cristã em Clifton a 2 de Janeiro de 2011. Rezas por ela foram também ditas na igreja a 17 de Dezembro de 2011, o primeiro aniversário da sua morte, enquanto os visitantes deixaram tributos e mensagens de condolência à família. Greg Reardon começou um website de caridade em memória de Yeates para angariar fundos a favor de famílias de pessoas desaparecidas. Os amigos de Yeates e família plantaram um jardim em memória no Sir Harold Hillier Gardens em Romsey onde tinha trabalhado como estudante. O Building Design Partnership e o fundo do Serviço Nacional de Saúde local anunciaram planos para comemorar Yeates com um jardim em sua memória que ela tinha desenhado para um novo hospital de £430 milhões em Southmead, Bristol.
Outros planos para memoriais incluíam um jardim de lembrança na firma da Building Design Partnership em Bristol, uma antologia publicada do trabalho de Yeates e um prémio anual para desenho de paisagem com o seu nome para os estudantes da Universidade de Gloucestershire. BDP anunciou que ia dedicar um círculo de caridade entre os seus escritórios no seu 50º aniversário, que segue para instituições de caridade seleccionadas pela sua família. Yeates deixou para trás bens no valor de £47,000, que incluíam dinheiro posto de parte para comprar uma casa com Reardon. Como ela não tinha escrito um testamento, a soma foi herdada pelos seus pais.
Depois da libertação do seu corpo a 31 de Janeiro de 2011, a família de Yeates conseguiu fazer o seu funeral na St Mark's de Ampfield, Hampshire, e enterrá-la no quintal da igreja. Yeates foi enterrada a 11 de Fevereiro; aproximadamente 300 pessoas foram ao funeral, que foi liderado pelo vigário Peter Gilks.
Em 2013, a ITV patrocinou um drama sobre a prisão de Jefferies. Filmando uma série de duas partes, protagonizado por Jason Watkins no papel principal, começou em Novembro. O Bristol Post disse que Jefferies tinha lido e aprovado o guião, e apoiado o projecto. O drama, chamado The Lost Honour of Christopher Jefferies, foi para o ar a 10 e 11 de Dezembro de 2014. Em Maio de 2015, ganhou dois prémios no British Academy Television Awards de 2015 - como melhor mini-série, e melhor actor pelo papel de Watkins de Jefferies. A 26 de Março de 2015, o caso foi tema de um episódio do documentário do Channel 5 e série Countdown to Murder, chamado The Killer Next Door: The Last Hours of Joanna Yeates.

## Coordenadas
As seguintes localizações foram pertinentes para a investigação:
| Localização                                          | Coordenadas |
| ---------------------------------------------------- | --- |
| Ram Pub, Park Street, Bristol, circa 8:00 pm         | 51°27′14″N 2°36′07″W / 51.45402°N 2.60191°W / 51.45402; -2.60191 (Ram Pub, Park Road, Bristol, circa 8:00 pm)           |
| Waitrose em Clifton Triangle, Bristol, circa 8:10 pm | 51°27′26″N 2°36′30″W / 51.45714°N 2.60834°W / 51.45714; -2.60834 (Waitrose on Clifton Triangle, Bristol, circa 8:10 pm) |
| Bargain Booze na Regent Street                       | 51°27′15″N 2°37′06″W / 51.45426°N 2.61829°W / 51.45426; -2.61829 (Bargain Booze on Regent Street)                       |
| Tesco Express, Regent Street, Bristol, circa 8:40 pm | 51°27′17″N 2°37′07″W / 51.45472°N 2.61868°W / 51.45472; -2.61868 (Tesco Express, Regent Street, Bristol, circa 8:40 pm) |
| Casa de Yeates – 44 Canynge Road, Bristol            | 51°27′36″N 2°37′25″W / 51.45991°N 2.62372°W / 51.45991; -2.62372 (Home - 44 Canynge Road, Bristol)                      |
| Local onde o corpo de Yeates foi encontrado          | 51°26′21″N 2°40′08″W / 51.43922°N 2.66885°W / 51.43922; -2.66885 (Location at which Joanna Yeates' body was found)      |